# 新万金海堤

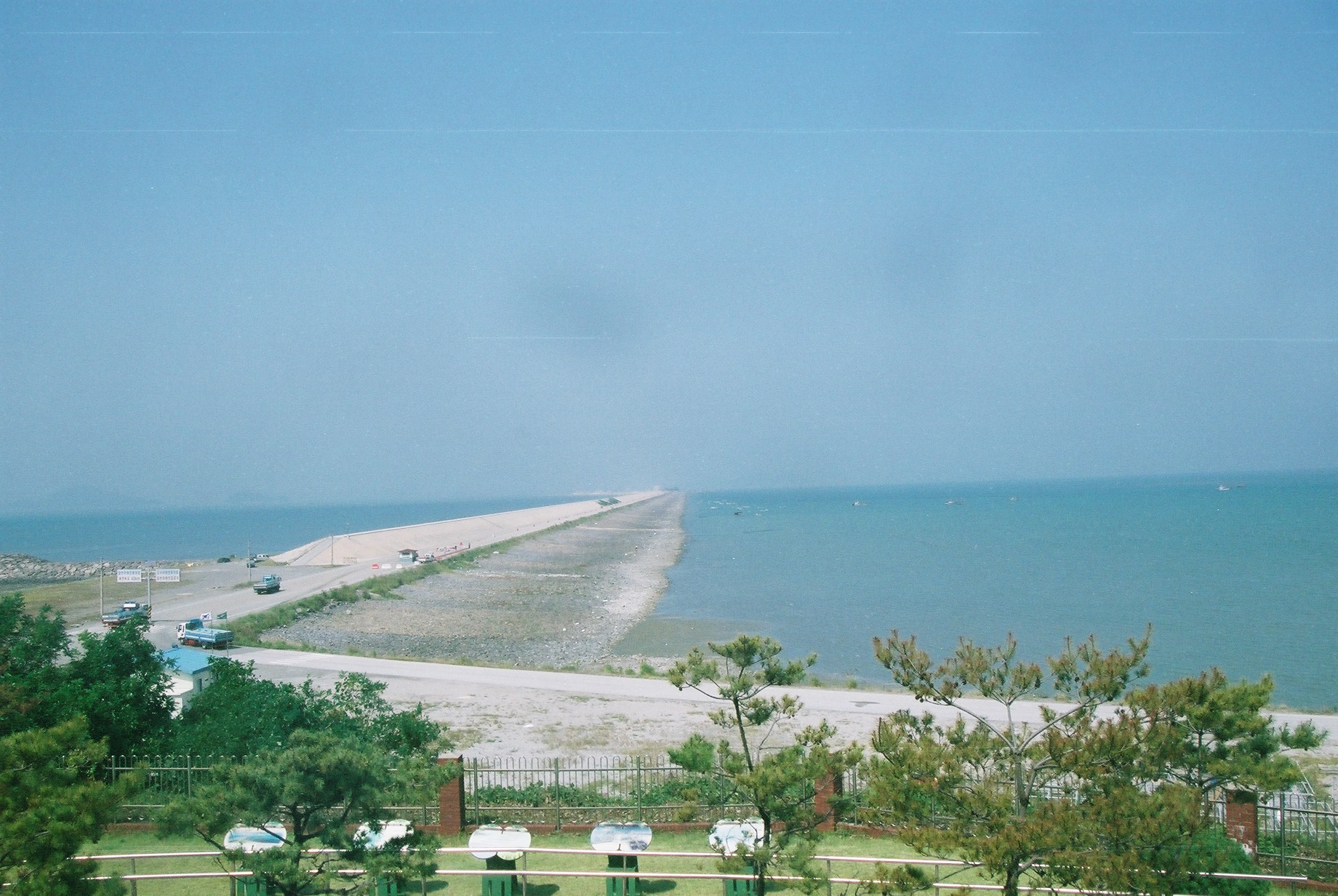
新萬金防潮堤

新万金海堤是位于韩国全羅北道西海岸的人工海堤，平均高度34米，最高处54米，全长33.9公里，是世界最长的海堤，2010年6月被收录在《吉尼斯世界纪录大全》。
新万金海堤通过围海将造地283平方公里（相当于首尔2/3面积），是目前世界上最大的围海造地工程，为每个韩国人增加1平方米的土地面积，被称为“海上万里长城”。2012年，韩国制定《新万金特别法》将新万金指定为自由经济区。
“新万金”一词是全罗北道群山市一侧的“万顷平原”和扶安郡一侧的“金堤平原”的开头二字，加上了“新”字。该地区过去是有名的黄金产地，周边地区带“金”字提名的很多如金堤、金沟等。该地区现在也出黄金。新万金后面是韩国最好的粮仓是富庶之地。因此“新万金”有“新的万金土地”的含义。

## 历史
新万金工程开始于卢泰愚政府时期的1989年，最初目的是打造农业生产基地。1991年，“第一工程”的防波堤动工。由于工程巨大和重重的环保阻力，工程历时16年于2006年合围，期间由于环境保护的问题暂停了3年。随着韩国粮食问题的缓解，经过多次争论后，韩国政府在2009年将新万金的开发方向改为打造以经济为中心的综合城市。2010年，新万金海堤工程竣工。海堤比荷兰须得海围海工程的海堤长1.4公里，成为世界最长的海堤。2012年，韩国制定了《新万金特别法》，将把新万金建设成为自由经济区，引起国内外投资者的高度注意。2014年3月，新万金韩中经济合作园区开发项目先于其它国家的合作园区正式启动。

## 环保问题
新万金工程在施工期间遇到重重环保阻力。环保团体曾和韩国政府三次对簿公堂。法院2003年裁定新万金工程停工。韩国政府为此放弃原来以农业开发为主的计划，而改为建设注重生态环保的综合城市。修改后的方案最终在2005年12月被首尔高等法院改判为工程继续施工。
修改后的新万金计划可以明显感受到对环保的服从。原本回填的锯齿状海岸在吸纳了环保组织的意见后不再回填，完全保留原生态。填海取料被炸平的山坡重新被覆盖植被。工业园区也设置了许多生态门槛，不许危及环境的项目进入。三星集团还与韩国政府签订了“绿色能源综合工业园区”的备忘录，将在新万金建设风力、太阳能发电和燃料电池等项目。
据韩国环境部表示新万金将采用环保开发模式，以最大限度地避免对环境的破坏。生态环境用地是规划面积最大的，其中的84.4%用于建立湿地、生态林等生态空间和高端环境研究院。在环境用地北部，还将建设一个20平方公里的东方第一大湿地公园；在环境用地南部，则将建设占地10平方公里的野生动植物自然生态公园和环境生态体验场。

### 生態破壞
在工程完結前，此地區一直是候鳥遷徙的重要棲地，但自從工程進行而至完成階段，已令為數極多的侯鳥數目大幅減少。據統計每年有400,000只涉禽經此地橫跨亞洲及俄羅斯地區，當中包括於近年數目大幅減少的小青脚鹬（瀕危）及勺嘴鹬（極危）。而其中勺嘴鹬的數目近由1970年代的約2400對大幅下降至2005年的少於100對。有保育團體指南韓政府在進行如此大型的填海活動前沒有做好環境評估的工作，直接或間接地做成生態災難，並自發進行有關的監察研究。